# Мангальян-2
«Мангальян-2», или Mars Orbiter Mission 2 (MOM 2) — это вторая миссия на Марс, предложенная Индийской организацией космических исследований (ISRO).

## История
После успешного вывода миссии Mars Orbiter Mission (также называемой «Мангальян») на орбиту Марса, ISRO объявила о своём намерении запустить вторую миссию на Марс на конференции инженеров, состоявшейся в Бангалоре 28 октября 2014 года. Предлагаемой ракетой-носителем для этой кампании является LVM-3, которая впервые была запущена 5 июня 2017 года и может быть достаточно мощной, чтобы вывести MOM на траекторию прямо к Марсу вместе с гораздо более тяжёлыми спутниками, в отличие от более лёгкой миссии Mars Orbiter. который использовал менее мощную ракету PSLV-XL. 
В январе 2016 года Индия и Франция подписали письмо о намерениях ISRO и CNES о совместном строительстве MOM 2 к 2020 году, но к апрелю 2018 года Франция ещё не участвовала в миссии. Индийское правительство профинансировало MOM 2 в своем бюджетном предложении на 2017 год, и ISRO рассматривало, будет ли лучшим путём провести миссию орбитального/посадочного модуля/вездехода или выбрать только орбитальный аппарат с более сложными приборами, чем те, которые летают на MOM. В записи подкаста директор Космического центра Викрам Сарабхай С. Соманат в октябре 2019 года сообщил, что архитектура миссии ещё не доработана и, возможно, также будет иметь посадочный модуль и марсоход, но сроки не были объявлены.
В феврале 2021 года ISRO призвала опубликовать «Объявление о возможностях» для MOM 2. В нем К. Сиван объявил, что «Мангальян-2» будет только орбитальной миссией.
В записанном интервью в октябре 2019 года директор Космического центра Викрама Сарабая (VSSC) указал на возможность включения в эксплуатацию спускаемого аппарата, но в интервью The Times Of India в феврале 2021 года председатель ISRO уточнил, что миссия будет состоять из исключительно орбитального аппарата. Орбитальный аппарат будет использовать аэроторможение, чтобы снизить начальную точку апоцентра и выйти на орбиту, более подходящую для наблюдений.
В 2024 году план миссии был обновлён и теперь включает «вездеход, вертолёт, небесный кран и сверхзвуковой парашют».

## Разработка
Было опубликовано объявление о возможностях с просьбой предоставить научные инструменты только для орбитального аппарата, крайний срок был установлен на 20 сентября 2016 года. Общая масса научной полезной нагрузки оценивается в 100 кг (220 фунтов).
Одним из разрабатываемых научных объектов является ионосферный плазменный прибор под названием ARIS. Его разрабатывает Центр космических спутниковых систем и полезной нагрузки (SSPACE), входящий в состав Индийского института космической науки и технологий (IIST). Завершены инженерная модель и испытания в высоком вакууме.